# Andrej Šoltys
Andrej Šoltys (5. března 1882 Jakuboviany – 19. ledna 1949) byl slovenský a československý politik a meziválečný poslanec Národního shromáždění za Republikánskou stranu zemědělského a malorolnického lidu (agrárníky).

## Biografie
Podle údajů k roku 1926 byl profesí rolníkem a bývalým legionářem v Jakubovianech u Sabinova.
V parlamentních volbách v roce 1925 získal za Republikánskou stranu zemědělského a malorolnického lidu (agrárníky) mandát v Národním shromáždění.